# III Batalion Aeronautyczny
III Batalion Aeronautyczny – pododdział Wojsk Aeronautycznych II RP w latach 1919–1923.

## Geneza i skład

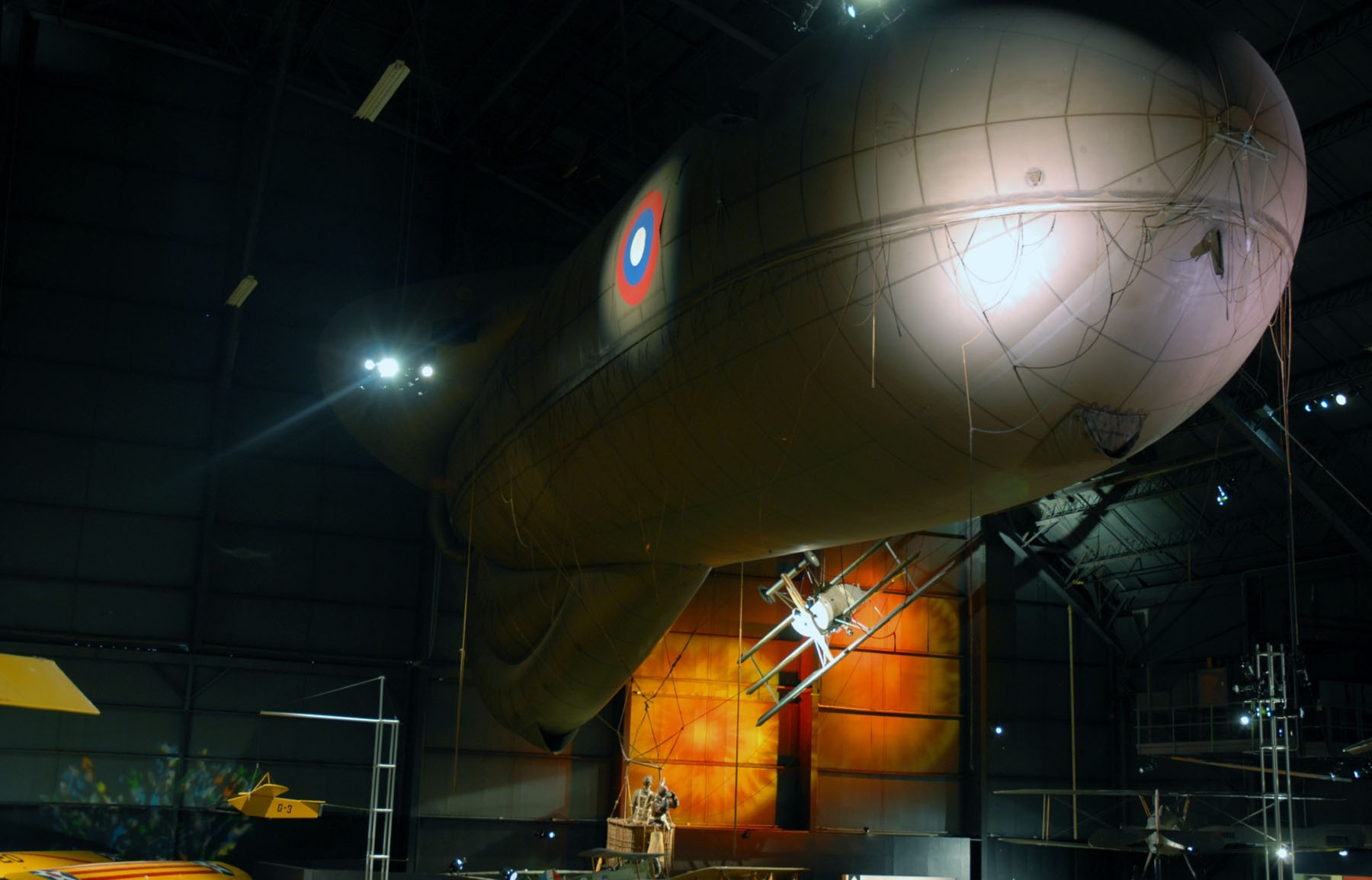
Balon obserwacyjny Caquot R

Zakupy wyposażenia balonowego we Francji oraz zwiększenie wyszkolonego personelu umożliwiły zimą 1919/1920 rozbudowę i rozwój wojsk aeronautycznych, które zorganizowano w Grupy Aeronautyczne. Po wybuchu wojny polsko-bolszewickiej skierowane zostały na front, gdzie przemianowano je na bataliony aeronautyczne.
Batalion składał się z dwóch kompanii balonów obserwacyjnych i Ruchomego Parku Aerostatycznego.
Skład kompanii: 6 oficerów oraz 187 podoficerów i szeregowych. Sprzęt według etatu: 2 powłoki balonowe, 2 dźwigarki, 19 samochodów ciężarowych, 2 samochody osobowe, samochód radio, kuchnia i 6 przeciwlotniczych ciężkich karabinów maszynowych oraz polowa wytwórnia wodoru.

## Wojna polsko-bolszewicka 1920 r.
W wojnie polsko-bolszewickiej 1920 roku został użyty na froncie także nowo sformowany III batalion aeronautyczny.
III Batalion Aeronautyczny pod dowództwem por. obs. bal. Konstantego Kamieńskiego 25 stycznia 1920 roku został włączony w skład Dywizji Pomorskiej płk. Skrzyńskiego. Batalion otrzymał za zadanie natychmiastowe przejęcie pozostawionych przez Niemców w Toruniu urządzeń balonowych. W czasie ofensywy kijowskiej III Batalion Aeronautyczny przydzielono do grupy operacyjnej płk. Józefa Rybaka. Do momentu odwrotu 3 Armii spod Kijowa balony III batalionu wykonały niewielką liczbę wzlotów ze względu na niekorzystną sytuację terenową. W czasie odwrotu wraz ze sztabem grupy artylerii płk. Aleksandrowicza maszerowała kompania z dowódcą batalionu por. K. Kamieńskim. Miała ona za zadanie ochronę dowództwa grupy. Druga z kompanii wycofywała się wraz z taborem samochodowym. W Korosteniu kompanie połączyły się i III Batalion Aeronautyczny został wycofany do Poznania. Po reorganizacji został włączony w skład formowanego 1 pułku aeronautycznego.
Po rozwiązaniu 1 pułku aeronautycznego, III batalion aeronautyczny działał w składzie wojsk 5 Armii. Po zakończeniu działań wojennych skierowany został do Torunia.
W końcu 1923 roku przystąpiono do znacznej redukcji wojsk balonowych, w wyniku której pozostawiono jedynie batalion balonowy w Toruniu. W jego składzie oprócz kompanii balonów obserwacyjnych znalazła się też wydzielona kompania balonów zaporowych w Jabłonnie.